# Sandro Sotilli
Sandro Sotilli (8 de agosto de 1973) es un futbolista brasileño. 
Ha vestido las camisetas de diversos clubs, entre los que se encuentran el Club Necaxa, los Jaguares de Chiapas, el Veranópolis Esporte Clube Recreativo e Cultural y el Esporte Clube São José.

## Clubes
| Club                                            | País   | Año           |
| ----------------------------------------------- | ------ | ------------- |
| Esporte Clube Ypiranga                          | Brasil | 1993-1996     |
| Veranópolis Esporte Clube Recreativo e Cultural | Brasil | 1996          |
| Esporte Clube Ypiranga                          | Brasil | 1997          |
| Sport Club Internacional                        | Brasil | 1997          |
| Esporte Clube Juventude                         | Brasil | 1998          |
| Ceará Sporting Club                             | Brasil | 1999          |
| Caxias                                          | Brasil | 1999          |
| Beijing Guoan                                   | China  | 2000          |
| Paulista Futebol Clube                          | Brasil | 2001          |
| Clube 15 de Novembro                            | Brasil | 2002          |
| Guizhou Renhe                                   | China  | 2002          |
| Clube 15 de Novembro                            | Brasil | 2003          |
| Grêmio Esportivo Glória                         | Brasil | 2004          |
| Club Necaxa                                     | México | 2004-2005     |
| Jaguares de Chiapas                             | México | 2006          |
| Dorados de Sinaloa                              | México | 2006          |
| Club León                                       | México | 2007          |
| Caxias                                          | Brasil | 2007          |
| Veranópolis Esporte Clube Recreativo e Cultural | Brasil | 2008          |
| Esporte Clube Pelotas                           | Brasil | 2008          |
| Esporte Clube São José                          | Brasil | 2009          |
| Esporte Clube Pelotas                           | Brasil | 2009-2010     |
| Brasil de Farroupilha                           | Brasil | 2010          |
| Esporte Clube Pelotas                           | Brasil | 2010          |
| Chapecoense                                     | Brasil | 2010          |
| Esporte Clube Pelotas                           | Brasil | 2011          |
| Sport Club São Paulo                            | Brasil | 2011          |
| Esporte Clube Passo Fundo                       | Brasil | 2011          |
| Esporte Clube São Luiz                          | Brasil | 2012          |
| Esporte Clube Passo Fundo                       | Brasil | 2012          |
| Esporte Clube Pelotas                           | Brasil | 2012          |
| Sport Club Gaúcho                               | Brasil | 2013          |
| Futebol Clube Marau                             | Brasil | 2013-Presente |